# Kužmucke
Kužmucke je naslov slovenske kratke sodobne pravljice avtorice Marjete Novak. Pravljica je izšla leta 1984 pri založbi Mladinska knjiga, ilustriral in opremil pa jo je Daniel Demšar.

## Kužmucke
Kužmucke so križanci med psom in mačko, so plod ljubezni med psom Zložkom in mačko Mucmaco.
Pes Zložek je osamljen pes, ki ima posebno sposobnost – lahko se zloži in skrči po mili volji, mačka Mucmaca pa je Pegčeva prefrigana »mačja soseda«. Ker je pes Zložek osamljen, mu Pegec predlaga družbo Mucmace. Izkazalo se je, da se odlično ujameta, in kmalu sta se zaljubila in dobila kužimucke. Tako kot njihov oče imajo sposobnost krčenja in zlaganja. Velike so kot malo večja mačka, imajo pisano dlako, mačje tačke in pasji rep. Namesto mjavkanja ali lajanja pa havmjavkajo.

## Vsebina
Otroka Pegca je mama peljala na pasjo razstavo. Od takrat naprej si je močno želel psa, a mu ga mama in oče nista dovolila imeti, saj so živeli v bloku in zanj ne bi imeli prostora. Zato je Pegec odšel na balkon, kjer je zagledal ogromnega dolgega psa. Ime mu je bilo Zložek in je imel sposobnost, da se je zložil. Imel pa je eno težavo: bil je edini zložljivi pes na svetu zato zelo osamljen. Hrepenel je po družbi. Pegec je malo razmislil, nato pa se spomnil, da bi bila sosedova Mucmaca ravno pravšnja družba za Zložka. In res sta se zelo ujela: Mucmaca je zaigrala pasje melodije na najdaljšo dlako v svojih brkih in Zložku celo podarila doma skuhano zložljivo kost. Zaljubila sta se in nekega dne se jima je skotilo šest kužmuck – toliko, kolikor živi otrok v bloku. Vsak otrok je dobil svojo kužmucko, Pegec pa je obdržal Zložka. Na koncu se je še sosedov pes naučil »havmjavkanja«.

## O delu
Kužmucke je primer kratke sodobne pravljice. Dogajalni prostor je stanovanjsko naselje, glavni lik je sodobni mestni otrok Pegec, ki se zaradi velike neuresničljive želje po domačem ljubljenčku zateče v svet domišljije, kjer je vse mogoče. Odide na balkon in si domišlja, da vidi gromozanskega »zložljivega« psa. Pes se z njim pogovarja (personifikacija), se zaljubi in na koncu s sosedovo muco dobita naraščaj. Starši so kot stranski lik bolj v ozadju, a kljub vsemu predstavljajo povod za Pegčevo domišljijsko popotovanje.
Pripoved je tretjeosebna, zgodbo pripoveduje vsevedni pripovedovalec.

## Odlomek iz besedila
»Lahko postanem manjši kot najmanjši plišasti medved,« se je napihnil Zložek. »Sem moderen pes za v moderno garsonjero. Zložim se in hop me lahko skriješ v škatlo za igrače. V nedeljo pride obisk in hop se raztegnem čez hodnik, da obisk vidi, kako lep pes sem. Pripravno, ne?« »Si pa res sila!« je dahnil Pegec občudujoče. »Žirafe so imele že pred zložljivimi psi zložljiv vrat,« je skromno razložil. »Samo kaj, enkrat pa se jim je zataknil in meni nič, tebi nič, ga ne morejo več zložiti.«

## O avtorici
Marjeta Novak (danes Marjeta Novak - Kajzer) se je rodila leta 1951. Na Filozofski fakulteti v Ljubljani je študirala francoski jezik in književnost ter slovenski jezik. Šest let je bila urednica slovenskega časopisa Delo. Deluje kot generalna direktorica direktorata za umetnost ministrstva za kulturo. Poleg njenega profesionalnega dela posveča svoj čas tudi pisanju proze za odrasle, otroke in mladostnike, občasno pa prevede tudi kakšno francosko delo.
Poročena je s slovenskim pisateljem, prevajalcem, novinarjem in urednikom Janezom Kajzerjem.

## O ilustratorju
Daniel Demšar je akademski slikar, ki se ukvarja predvsem z grafiko, s knjižno ilustracijo in z lutkovnim gledališčem (scena, kostumi, kreacija lutk). Veliko ilustrira. Sam pravi, da je papir zanj še vedno najustreznejši nosilec za likovno izražanje, s katerim posega po najrazličnejših temah.